# Šimpanze u Ngogo šumi
Ngogo šuma se nalazi u nacionalnom parku Kibale u Ugandi i predstavlja jedno od najvećih staništa divljih šimpanzi na svetu. Ova šuma prostire se na površini od oko 200 kvadratnih kilometara. Ngogo grupa, koja je jedna od najvećih poznatih grupa šimpanzi, naseljava ovo područje. Grupa broji preko 200 jedinki i smatra se jednom od najgušće naseljenih grupa šimpanzi na svetu. Ngogo grupa je poznata po svojoj hijerarhiji i socijalnoj organizaciji, što je izazvalo veliko interesovanje među naučnicima. Prisustvo ove izuzetne grupe šimpanzi u Ngogo šumi pruža dragocene uvide u ponašanje, socijalnu dinamiku i evoluciju ovih bliskih rođaka čoveka. Ngogo šuma predstavlja važan deo zaštite divljih životinja i biodiverziteta u Ugandi.
Ova šuma je posebno karakteristična iz nekoliko razloga:
1. Veličina i gustoća populacije šimpanzi: Ngogo šuma je dom velike populacije šimpanzi. Uz preko 200 jedinki, Ngogo grupa šimpanzi je jedna od najbrojnijih poznatih grupa. Ova visoka gustina populacije čini Ngogo šumu jednim od važnih staništa za proučavanje socijalnog ponašanja i ekologije šimpanza.
2. Socijalna dinamika i hijerarhija: Ngogo grupa šimpanzi je poznata po svojoj kompleksnoj socijalnoj strukturi i hijerarhiji. Prisustvo alfa mužjaka koji igra ključnu ulogu u vođstvu i organizaciji grupe čini ovu grupu posebnom za proučavanje interakcija unutar šimpanzi populacija.
3. Istraživanje i proučavanje: Ngogo šuma je dugo vreme bila fokus intenzivnih istraživanja i studija. Naučnici su detaljno proučavali ponašanje, reprodukciju, socijalne veze i druge aspekte života šimpanzi u ovoj šumi. Ova koncentracija istraživačkih napora omogućila je sticanje dragocenih saznanja o ovim životinjama.
4. Ekološki značaj: Ngogo šuma je deo šireg ekosistema u Ugandi i igra važnu ulogu u očuvanju biodiverziteta. Osim šimpanza, u ovoj šumi mogu se naći i druge vrste sisavaca, ptica, reptila i biljaka, što je čini bogatom ekološkom zajednicom.
5. Turistička vrednost: Zahvaljujući značaju i privlačnosti šimpanzi, Ngogo šuma privlači i posetioce i turiste koji žele da dožive susret s ovim izuzetnim primatima u njihovom prirodnom staništu. Turizam šimpanza može pružiti finansijsku podršku za očuvanje staništa i zaštitu šuma.
Ngogo šuma je izuzetno važna za razumevanje biologije i ponašanja šimpanzi. Njena karakteristika kao staništa sa brojnom populacijom i socijalno složenom strukturom čini je izuzetno zanimljivom za naučnike i entuzijaste divljih životinja.

## Karakteristike šimpanzi
Šimpanze u Ngogo šumi su specifične po nekoliko karakteristika:
1. Veličina grupe: Ngogo grupa šimpanzi je jedna od najvećih poznatih grupa i broji preko 200 jedinki. Ovo je izuzetno velika grupa šimpanzi u poređenju sa drugim grupama u divljini.
2. Gustoća naseljenosti: Ngogo grupa se smatra jednom od najgušće naseljenih grupa šimpanzi na svetu. Visok broj jedinki u ograničenom prostoru čini ovu grupu jedinstvenom i pruža poseban uvid u socijalnu organizaciju šimpanza.
3. Hijerarhija i socijalna organizacija: Ngogo grupa šimpanzi je poznata po svojoj složenoj hijerarhiji i socijalnoj organizaciji. Naučnici su proučavali ove šimpanze kako bi bolje razumeli kako se odvijaju društvene interakcije i dinamika unutar velikih grupa šimpanzi.
4. Evoluciona važnost: Prisustvo ove izuzetne grupe šimpanzi u Ngogo šumi pruža dragocene uvide u ponašanje, socijalnu dinamiku i evoluciju ovih bliskih rođaka čoveka. Proučavanje ovih šimpanzi pomaže u razumevanju evolucije i kompleksnosti društvenog ponašanja kod primata.
5. Zaštita biodiverziteta: Ngogo šuma, kao stanište ove posebne grupe šimpanzi, predstavlja važan deo zaštite divljih životinja i biodiverziteta u Ugandi. Očuvanje ovog područja je ključno za održavanje populacije šimpanzi i očuvanje ekosistema.

Ove specifičnosti čine šimpanze u Ngogo šumi jedinstvenim i izuzetno važnim za naučna istraživanja i očuvanje prirode.

#### Ishrane šimpanzi
Šimpanze u Ngogo šumi imaju raznovrsnu ishranu koja se sastoji od biljne i životinjske hrane. Njihova ishrana može varirati u zavisnosti od dostupnosti hrane i sezone. Evo nekoliko ključnih elemenata njihove ishrane:
1. Voće: Šimpanze se hrane različitim vrstama voća koje se nalaze u šumi. To uključuje plodove stabala poput smokvi, manga, divljih banana, bobica i drugog voća koje raste u njihovom staništu.
2. Listovi: Listovi predstavljaju važan deo ishrane šimpanzi. Konzumiraju različite vrste lišća, uključujući mlade listove drveća i biljke koje su bogate hranljivim sastojcima.
3. Kora i stabljike: Šimpanze takođe jedu koru i stabljike određenih biljaka. U nekim slučajevima, kora može biti važan izvor hranljivih materija.
4. Semena i orasi: Šimpanze mogu jesti različite vrste semena i orašastih plodova koje pronalaze u svojoj okolini. To mogu biti plodovi poput palminih oraha ili drugih vrsta oraha koji su prisutni u šumi.
5. Insekti i mali beskičmenjaci: Šimpanze su i mesožderi u određenoj meri i mogu jesti insekte poput mrava, termita i gusenica. Takođe, ponekad love manje beskičmenjake kao što su puževi ili larve.
Važno je napomenuti da se ishrana šimpanzi može promeniti u zavisnosti od sezona, dostupnosti hrane i drugih faktora. Takođe, njihova ishrana može imati varijacije u zavisnosti od specifičnosti pojedinačnih grupa i jedinki.

#### Alfa jedinke
Šimpanze u Ngogo šumi imaju alfa jedinku. Alfa jedinka je dominantni vođa u grupi šimpanzi i obično je mužjak. U slučaju Ngogo grupe, najpoznatije i najproučavanije grupe u ovoj šumi, alfa mužjak je poznat kao "Alfa Ngogo". On ima vodeću ulogu u grupi, a ostale jedinke priznaju njegovu dominaciju. Alfa jedinka ima privilegije kao što su pristup hrani, određivanje kretanja grupe i reproduktivne prednosti.
Alfa status često donosi određene privilegije, ali takođe i odgovornosti. Alfa jedinka je odgovorna za održavanje reda unutar grupe, rešavanje konflikata među jedinkama i zaštita grupe od spoljnih pretnji. Njegov položaj može biti izazovan i može biti osporen od strane drugih mužjaka koji žele preuzeti dominaciju.
Prisustvo alfa jedinke u grupi šimpanzi igra važnu ulogu u održavanju socijalne strukture, organizacije i stabilnosti grupe. Naučnici proučavaju dinamiku odnosa između alfa jedinke i drugih članova grupe kako bi bolje razumeli hijerarhiju i socijalno ponašanje ovih životinja.

#### Starosni vek
Šimpanze u divljini generalno imaju životni vek koji se kreće između 40 i 50 godina, iako mogu živeti i duže u određenim slučajevima. Međutim, tačan životni vek šimpanzi u Ngogo šumi nije precizno dokumentovan.
Postoji nekoliko faktora koji mogu uticati na dužinu životnog veka šimpanzi, uključujući dostupnost hrane, prisustvo prirodnih neprijatelja, zdravlje, genetiku i druge faktore. Takođe je važno napomenuti da su podaci o životnom veku šimpanzi često bazirani na praćenju pojedinačnih jedinki u okviru studija koje mogu trajati decenijama.
Starije šimpanze obično imaju veće šanse da prežive u poređenju sa mladim i ranim odraslim jedinkama, jer su već razvile iskustvo, prepoznavanje izvora hrane i bolju sposobnost za izbegavanje pretnji.
Da bi se dobile preciznije informacije o životnom veku šimpanzi u Ngogo šumi, potrebno je dugoročno praćenje i istraživanje populacije, uz saradnju stručnjaka i naučnih timova koji se bave ovom oblašću.

#### Migracija šimpanza
Šimpanze u Ngogo šumi mogu da izvrše migraciju iz jednog područja u drugo. Migracija šimpanzi može se dogoditi iz različitih razloga, uključujući potragu za hranom, izbegavanje prenaseljenosti ili teritorijalnih sukoba, ili kao odgovor na promene u staništu.
Migracije šimpanzi obično se odvijaju unutar njihovog većeg područja staništa, gde se kreću između različitih teritorija koje koriste za ishranu. Ove migracije mogu biti sezonske, kada šimpanze prate sezonske promene raspoloživosti hrane, ili mogu biti dugotrajne, kada se celokupna grupa šimpanzi seli na drugo područje.
Važno je napomenuti da migracije šimpanzi mogu biti ograničene i uticane faktorima kao što su prisustvo prirodnih prepreka (npr. reke, planinski lanci) ili prisustvo drugih grupa šimpanzi u ciljnom području koje mogu predstavljati konkurenciju.
Migracije šimpanzi predstavljaju interesantnu oblast istraživanja i pružaju uvide u kretanje i socijalno ponašanje ovih životinja. Praćenje njihovih migracija pomaže naučnicima da bolje razumeju njihovu ekologiju, prilagođavanje i način života.

### Ugroženost šimpanzi
Šimpanze u Ngogo šumi se suočavaju s određenim pretnjama koje ih mogu dovesti u situaciju rizika. Evo nekoliko faktora koji mogu ugroziti šimpanze u Ngogo šumi:
1. Gubitak staništa: Smanjenje šumskih područja usled krčenja šuma radi poljoprivrede, širenja naselja ili industrijskih aktivnosti predstavlja ozbiljan problem za šimpanze. Gubitak staništa smanjuje dostupnost hrane, smanjuje rasprostranjenost populacija i dovodi do fragmentacije njihovih staništa.
2. Divlji lov: Lov na šimpanze radi mesne ishrane, trgovine mesom ili zbog drugih razloga predstavlja ozbiljnu pretnju. Ilegalni lov može smanjiti brojnost populacije i dovesti do gubitka genetskog diverziteta.
3. Bolesti: Šimpanze su podložne različitim bolestima, uključujući i one koje mogu biti prenesene sa čoveka. Kontakt sa ljudima, kao što je turizam ili naseljavanje u blizini njihovih staništa, može povećati rizik od prenošenja bolesti na šimpanze.
4. Nezakonita trgovina divljim životinjama: Nezakonita trgovina šimpanzima kao kućnim ljubimcima ili za zabavne svrhe predstavlja pretnju njihovom opstanku. Ova praksa vodi ilegalnom hvatanju, zlostavljanju i ugrožavanju njihovih populacija.
5. Klimatske promene: Klimatske promene mogu imati uticaj na stanište i dostupnost hrane za šimpanze. Promene u raspodeli padavina, promene u vegetaciji i ostali faktori povezani sa klimom mogu uticati na njihovu prehranu i reproduktivni uspeh.
Da bi se zaštitile šimpanze u Ngogo šumi i obezbedio njihov opstanak, ključno je sprovesti mere za očuvanje njihovog staništa, suzbijanje ilegalne trgovine i promovisanje svesti o važnosti njihove zaštite. Takođe je važno sprovesti istraživanja i pratiti populacije kako bismo bolje razumeli njihove potrebe i osigurali održivu budućnost za ove izuzetne životinje.